# محمد السعدي (عداء مسافات طويلة)
محمد السعدي (بالإنجليزية: Mohamed Al-Saadi)‏ (و. 1968  م) هو عداء مسافات طويلة يمني، شارك في الألعاب الأولمبية الصيفية 1996.

## روابط خارجية
- محمد السعدي على موقع أوليمبيديا (الإنجليزية)